# St. Louis Blues (album)
St. Louis Blues – album muzyczny amerykańskiego saksofonisty tenorowego Archie Sheppa nagrany z towarzyszeniem sekcji rytmicznej składającej się z basisty i perkusisty (oraz instrumentów 
perkusyjnych). W utworach: "St. Louis Blues" i "God Bless the Child" lider prezentuje się również jako wokalista bluesowy. Nagrania zrealizowano 1 czerwca 1998 w salach "Schloss Sigharting",
szesnastowiecznego zamku w miasteczku Sigharting (powiat Schärding, w Austrii). Płyta wydana przez austriacką wytwórnię PAO Records w 1999. 

## Muzycy
- Archie Shepp – saksofon tenorowy, śpiew
- Richard Davis – kontrabas
- Sunny Murray – perkusja (2,5-8)
- Leopoldo Fleming – instrumenty perkusyjne (2, 5,7,8)

## Lista utworów
| 1. | "St. Louis Blues" (W.C. Handy)              | 5:53    |
|    |                                             |         |
| 2. | "Et moi" (Sonny Murray)                     | 6:02    |
|    |                                             |         |
| 3. | "Blue Bossa" (Kenny Dorham)                 | 7:06    |
|    |                                             |         |
| 4. | "God Bless the Child" (Billie Holiday)      | 10:00   |
|    |                                             |         |
| 5. | "Total Package" (Richard Davis)             | 12:56   |
|    |                                             |         |
| 6. | "Steam" (Archie Shepp)                      | 7:02    |
|    |                                             |         |
| 7. | " Limbuke" (Archie Shepp, Leopoldo Fleming) | 5:31    |
|    |                                             |         |
| 8. | "Omega" (Archie Shepp)                      | 12:09   |
|    |                                             |         |
|    |                                             | 1:06:39 |
|    |                                             |         |

## Informacje uzupełniające
- Producent – Paul Zauner
- Inżynier nagrań – Uli Göbel
- Asystent inżyniera – Angie Ott
- Miksowanie - John Purcell
- Zdjęcia – Peter Bastian